# ایسه اوگاتا

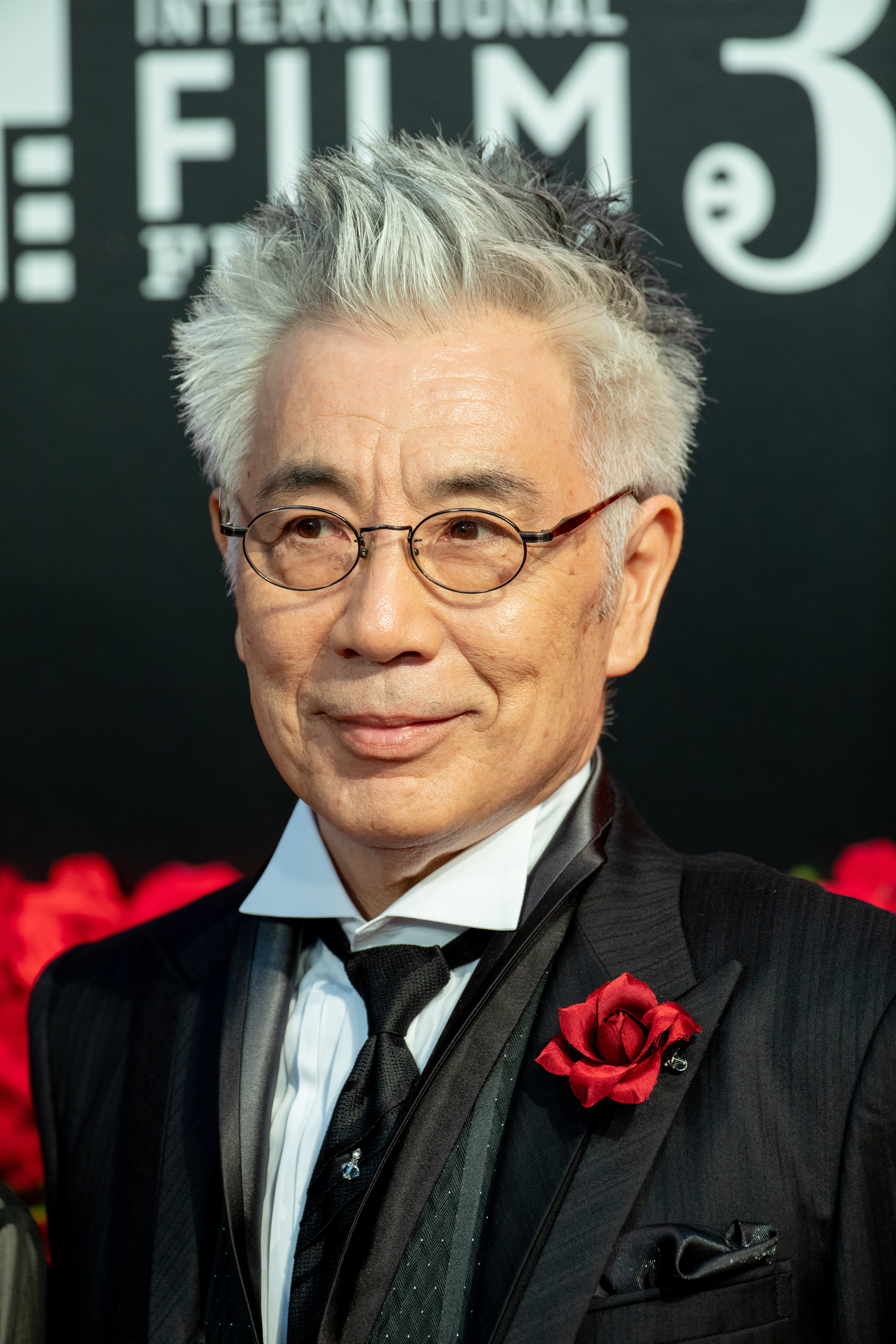
نگارهٔ ایسه اوگاتا، هنرپیشه و کمدین ژاپنی - ۲۰۱۸

ایسه اوگاتا (به ژاپنی: イッセー尾形 Issei Ogata) (۲۲ فوریه، ۱۹۵۲) یک هنرپیشه و کمدین از اهالی فوکوئوکا در ژاپن است. او در سال ۲۰۱۵ در فیلم سکوت نقش اینوئوئه ماساشیگه را ایفا کرده‌است. از دیگر فیلم‌های او می‌توان به و آنگاه اشاره کرد.